# Bogusław Sonik
Bogusław Andrzej Sonik (ur. 3 grudnia 1953 w Krakowie) – polski polityk i dziennikarz, samorządowiec, działacz opozycji demokratycznej w okresie PRL, deputowany do Parlamentu Europejskiego VI, VII i VIII kadencji (2004–2014, 2018–2019), poseł na Sejm VIII i IX kadencji (2015–2018, 2019–2023).

## Życiorys
Ukończył X Liceum Ogólnokształcące im. KEN w Krakowie, następnie studia na Wydziale Prawa i Administracji Uniwersytetu Jagiellońskiego.
W latach 70. współpracował z Komitetem Obrony Robotników. Po śmierci Stanisława Pyjasa był wśród założycieli SKS. W 1980 wstąpił do NSZZ „Solidarność”, był m.in. wiceprzewodniczącym zarządu Regionu Małopolskiego związku. W stanie wojennym został internowany na okres od 13 grudnia 1981 do 15 października 1982. Po zwolnieniu pracował w wydawnictwie „Znak”, współtworzył też pisma drugiego obiegu.
W 1983 udał się na emigrację do Francji. Był m.in. korespondentem Radia Wolna Europa. W 1990 został dyrektorem Instytutu Polskiego oraz ministrem pełnomocnym w Paryżu. W 1996 powrócił do Polski, obejmując stanowisko dyrektora Festiwalu Kraków 2000 – Europejska Stolica Kultury. Jest również założycielem oraz przewodniczącym powstałego w 2002 Stowarzyszenia Maj 77.
Od 1998 należał do Stronnictwa Konserwatywno-Ludowego, będącego częścią Akcji Wyborczej Solidarność. W latach 1998–2004 był radnym sejmiku małopolskiego, zajmując do 2002 stanowisko przewodniczącego. W 2002 przystąpił do Platformy Obywatelskiej, z ramienia której w 2004 został posłem do PE, a w 2009 skutecznie ubiegał się o reelekcję w okręgu małopolsko-świętokrzyskim. W 2014 nie został wybrany na kolejną kadencję, uzyskał natomiast w tym samym roku mandat radnego sejmiku małopolskiego, w sejmiku objął funkcję przewodniczącego klubu radnych PO. W 2015 wystartował w wyborach parlamentarnych z listy wyborczej PO w okręgu krakowskim. Otrzymał 11 715 głosów, uzyskując mandat posła na Sejm VIII kadencji. W 2018 powrócił w skład Europarlamentu, przyjmując mandat europosła zwolniony przez nowo wybranego prezydenta Kielc Bogdana Wentę. W 2019 nie uzyskał reelekcji do PE. W wyborach w tym samym roku uzyskał natomiast mandat posła na Sejm IX kadencji z ramienia Koalicji Obywatelskiej, otrzymując 17 465 głosów. W maju 2023 zrezygnował z członkostwa w PO, a w lipcu tego samego roku w klubie parlamentarnym KO. Nie wystartował w wyborach parlamentarnych w 2023. W wyborach samorządowych w 2024 bez powodzenia kandydował do sejmiku małopolskiego z listy Trzeciej Drogi. W listopadzie 2024 wszedł w skład komitetu wspierającego kandydaturę Karola Nawrockiego na prezydenta RP w wyborach w 2025.

## Odznaczenia i wyróżnienia
W 2014 odznaczony Krzyżem Komandorskim Orderu Odrodzenia Polski, a w 2012 Krzyżem Wolności i Solidarności.
W 2010 uznany za najbardziej pracowitego europosła (nagroda MEP Awards) w kategorii energia. Wszedł również w skład kapituły Medalu „Niezłomnym w słowie”. W 2013 został laureatem nagrody honorowej „Świadek Historii” przyznanej przez Instytut Pamięci Narodowej.

## Życie prywatne
Żonaty z Lilianą Sonik, ma dwoje dzieci. Jest kuzynem Rafała Sonika oraz szwagrem Jerzego Batki.